# Canyon Creek (Texas)
Canyon Creek es un lugar designado por el censo ubicado en el condado de Hood en el estado estadounidense de Texas. En el Censo de 2010 tenía una población de 916 habitantes y una densidad poblacional de 138,04 personas por km².

## Geografía
Canyon Creek se encuentra ubicado en las coordenadas 32°23′28″N 97°44′22″O / 32.39111, -97.73944. Según la Oficina del Censo de los Estados Unidos, Canyon Creek tiene una superficie total de 6.64 km², de la cual 6.09 km² corresponden a tierra firme y (8.16%) 0.54 km² es agua.

## Demografía
Según el censo de 2010, había 916 personas residiendo en Canyon Creek. La densidad de población era de 138,04 hab./km². De los 916 habitantes, Canyon Creek estaba compuesto por el 87.66% blancos, el 0.87% eran afroamericanos, el 1.2% eran amerindios, el 0.22% eran asiáticos, el 0% eran isleños del Pacífico, el 6.99% eran de otras razas y el 3.06% pertenecían a dos o más razas. Del total de la población el 14.63% eran hispanos o latinos de cualquier raza.